# Pokoli színjáték
A Pokoli színjáték a Pokolgép zenekar második nagylemeze, amely 1987-ben jelent meg. A lemezen számos dal hallható, melyek két évtized múltán is a zenekar koncertjeinek kihagyhatatlan részeit képezik, ilyen dal például az Éjféli harang, az Újra születnék vagy az általában koncertindításként játszott címadó dal, a Pokoli színjáték. A lemezen megtalálható továbbá a Pokolgép egyik legnagyobb slágere az Ítélet helyett című dal is. 
A Pokoli színjáték munkálataiban szövegíróként ismét részt vett Nagy Feró, hangmérnökként Rozgonyi Péter és Szigeti Ferenc működtek közre, utóbbi zenei rendezőként is. A lemezre Józsa Béla is írt két szöveget.

## Az album dalai
1. Tökfej – (Kukovecz - Nagy) - 4:20
2. Tisztítótűz - (Nagyfi - Nagy) - 3:55
3. Ítélet helyett - (Kukovecz - Nagy) - 4:28
4. Vallomás - (Kukovecz - Józsa) - 2:53
5. Halálra szeretlek - (Nagyfi - Nagy) - 3:56
6. Pokoli színjáték - (Kukovecz - Pokolgép, Nagy) - 4:37
7. 666 (Metál mondóka) - (Nagyfi - Nagy) - 4:15
8. Éjféli harang - (Nagyfi - Józsa) - 5:09
9. Újra születnék - (Kukovecz - Pokolgép) - 3:43
10. Az a szép... - (népdal-átdolgozás) - 1:04

### Bónuszok a 2005-ös CD-kiadáson
- Háború gyermeke / Ítélet helyett (koncertvideo, 1990)

### Bónusz dalok a 2012-es CD-kiadáson
1. Vallomás (koncertfelvétel, 1990) – 3:06
2. Éjféli harang (koncertfelvétel, 1990) – 5:22
3. Ítélet helyett (koncertfelvétel, 1990) – 4:53

## Közreműködők
- Kalapács József – ének
- Kukovecz Gábor – gitár, vokál
- Nagyfi László – gitár, vokál
- Pazdera György – basszusgitár
- Tarca Laszló – dobok